# 通り悪魔

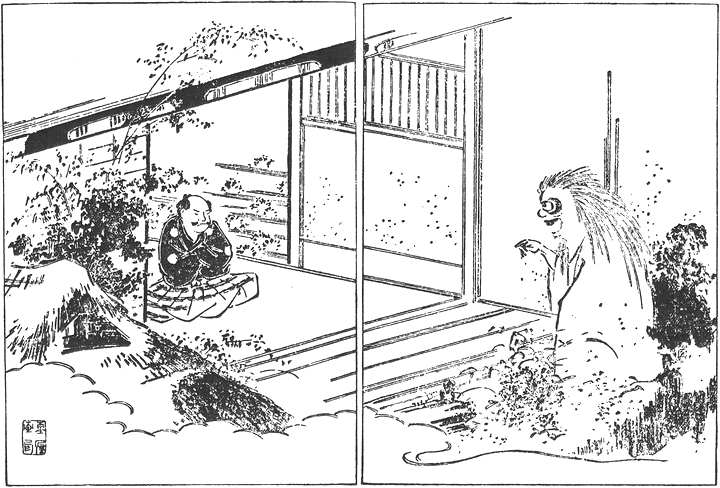
『世事百談』より「通り悪魔の怪異」

通り悪魔（とおりあくま）は、気持ちがぼんやりとしている人間に憑依し、その人の心を乱すとされる日本の妖怪。『世事百談』『古今雑談思出草紙』などの江戸時代の随筆に見られ、通り者（とおりもの）、通り魔（とおりま）ともいう。
通り者を見て心を乱すと必ず不慮の災いを伴うので、これに打ち勝つためには心を落ち着けることが肝心だという。その姿は諸説あるが、『世事百談』『古今雑談思出草紙』では白い襦袢を身に纏い、槍を振りかざした奇怪な白髪の老人だといい、『古今雑談思出草紙』では無数の甲冑姿の者たちだったともいう。
現代においても、理由もなく殺人を犯す人間を「通り魔」というが、かつてはそのような行ないは、この通り者が原因とされていた。

## 古典
- 『世事百談』

川井という武士が自宅で庭を眺めていたところ、茂みの中から約3尺（約1メートル）もの炎が燃え上がっていた。不審に思い、しばらく横になった後に気を静めてみると、塀の上から白い襦袢を着た男が髪を振り乱し、槍を振りかざして現れた。さらに川井が気を静めたところ、炎も襦袢の男も消え、庭は平穏を取り戻した。川井がやっと落ち着いて茶を飲んで過ごしていたところ、隣の家で騒ぎが起きた。主人が乱心して刀を振り回し、暴れ始めたとのことだった。川井は家の者に、あの襦袢の男が通り悪魔であり、自分は気を静めたので無事に済んだが、通り悪魔は隣の家へ移り、それに気が動転した隣の主人が乱心したものだと話したという。
また別の話では、江戸（現・東京都）の四谷一帯が火事で焼けたことがあったが、そこに住んでいた夫婦の妻が、ある秋の日の夕暮れに縁側で外を眺めていたところ、腰の曲がった白髪の老人が、杖を突いてよろよろ歩いて来て、怪しげな笑い顔を浮かべていた。妻は、これは自分の心の乱れだと直感し、目を閉じて心を鎮め、経を唱えた。やがて目を開くと、老人の姿は消えていたが、近くに住む医師の家の妻が、気がふれてしまったという。
- 『古今雑談思出草紙』

加賀国（現・石川県）。ある武士が家の外を見ると、甲冑を着て槍や長刀を持った者たちが、板塀の上に30数人も並んでこちらを睨んでいた。世にも恐ろしい光景だったが、武士は平伏して臍の下に意識を集中するようにして心を静めた。しばらくして顔を上げると、その者たちの姿は消えていたが、塀の向こうの家に住む者が乱心して人に傷を負わせ、自身も命を絶つという騒動が起きたという。
また前述『世事百談』の2つの話は、本書『古今雑談思出草紙』にも掲載されており、1件目の話では川井の名が川井次郎兵衛とされている。